# صفاح

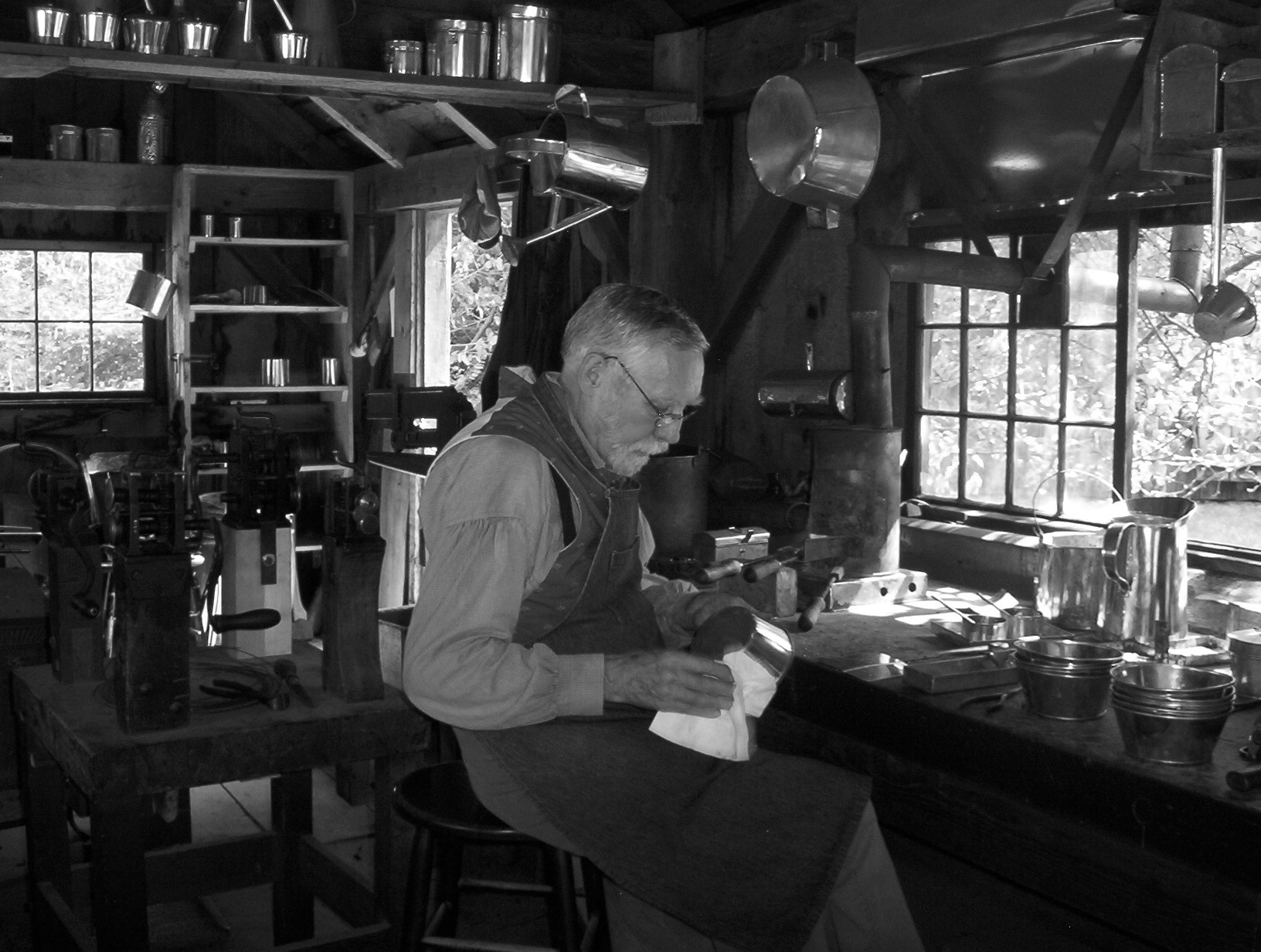
صفَّاح في قرية ستوربريدج القديمة

الصفَّاح أو السمكريّ مَن يصنع الأدوات والأواني المنْزلية من الصفيح ونحوه.

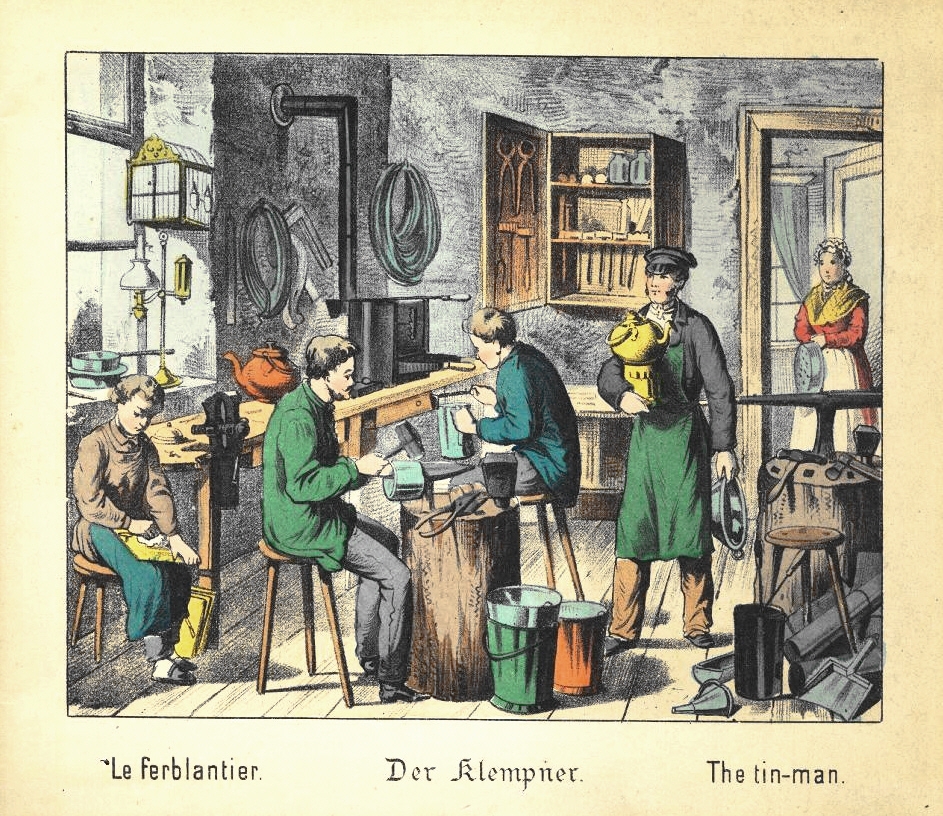
„الصفاح أو السباك“: صورة من ألمانيا عام 1880.

«الصفاح» هو الشخص الذي يصنع ويصلح الأشياء المصنوعة من القصدير أو المعادن الخفيفة الأخرى. قد تُعرف المهنة أحيانًا باسم "" عامل الصفيح ""  قد يشير أيضًا إلى هذه المهنة،  على الرغم من أن الكلمة نفسها قد تشير أيضًا إلى تخصص غير مرتبط بالحدادة. كانت مهنة الصفاح (بالإنكليزية smith) مهنة شائعة في أوقات ما قبل الصناعة.
على عكس الحدادين (الذين يعملون في الغالب مع المعادن الساخنة)، يقوم صانعو السمكرة بمعظم عملهم على المعدن البارد (على الرغم من أنهم قد يستخدمون الموقد للمساعدة في تشكيل موادهم الخام). الصفاحين يصنعون أشياء وأدوات من الصفيح قد تكون ملحومة مثل أباريق الماء، والشوك، والملاعق، والفوانيس، وحاملات الشموع.

## مجالات النشاط

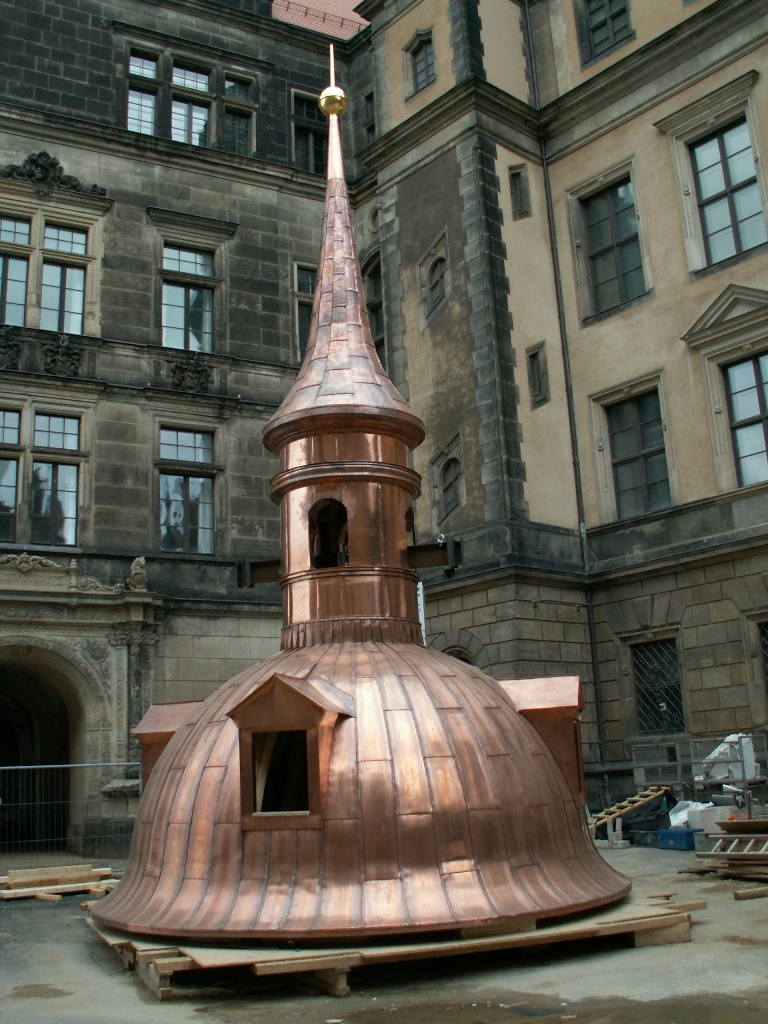
مجال نشاط سباك: تغطية الأسقف بألواح نحاسية (غطاء برج في أحد قصور درسدن)

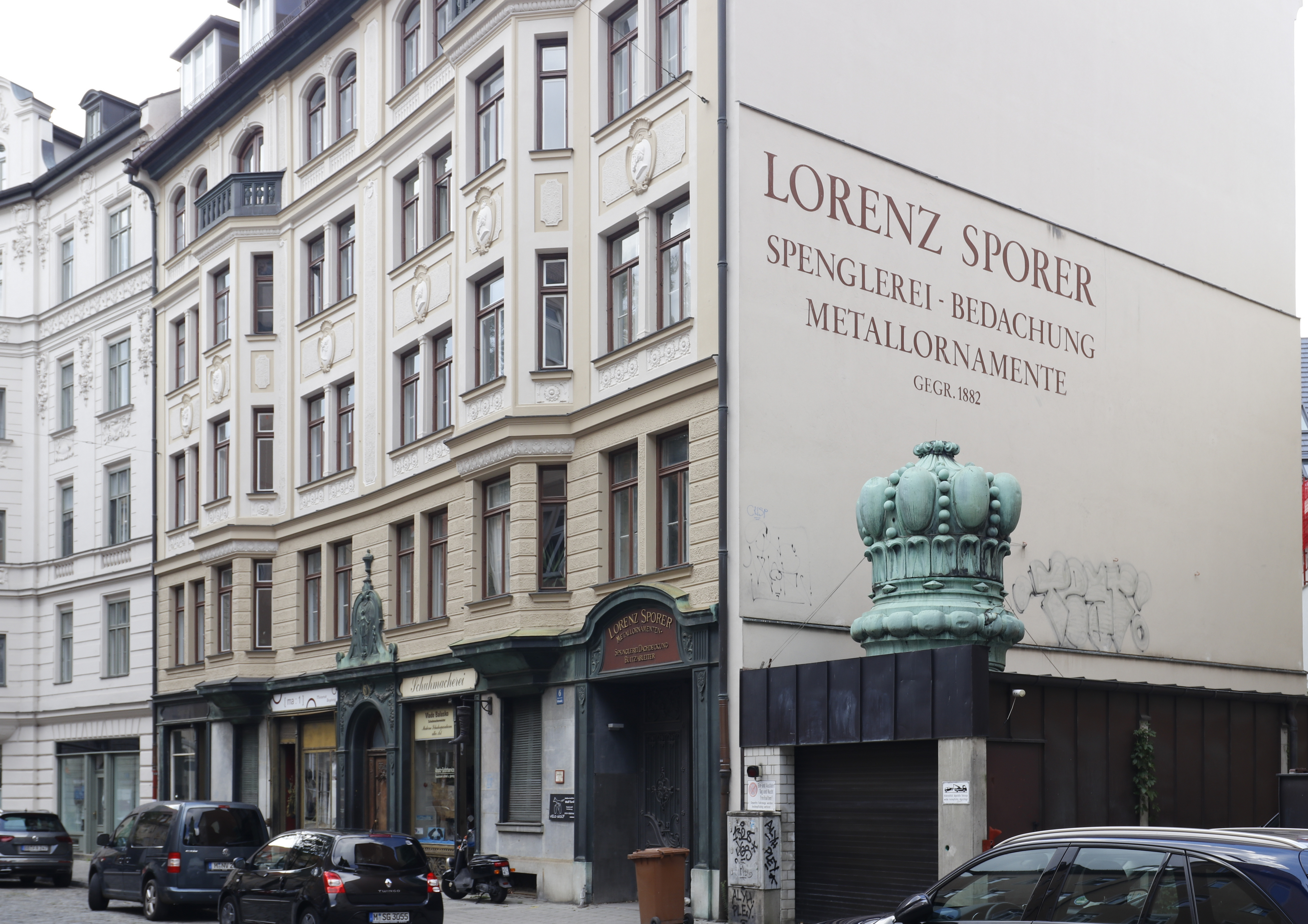
تاج نحاسي كشعار شركة في ميونيخ

تشمل السباكة معالجة الصفائح المعدنية المصنوعة من الحديد أو معدن: (عادةً الزنك، أو النحاس، أو الألومنيوم، أو صفائح الصلب المطلية أو رصاص) لتصنيع أغطية الأسقف، تصريف الأسقف ونظم التهوية، المواسير والأنابيب وأيضًا أعمال الزجاج كالنوافذ والسلع المنزلية.
تتمثل مهمة السباك بشكل أساسي في تغطية الأسطح  الواجهات والمداخن بالصفائح المعدنية وتركيب مزاريب المطر. ينتج التشكيلات المطلوبة بنفسه، جزئيًا باليد أو بالآلة. تشمل المهام الأخرى إنشاء وتجميع الأجزاء المناسبة من مقاطع معدنية وصفائح معدنية وبلاستيكية للأنابيب والقنوات وأجهزة تكنولوجيا التهوية، فضلاً عن صيانة وإصلاح منتجات السباكة.
سباكة الزينة هي الشكل الانتقالي للفنون والتي تنتج القصدير الزينة والزخرفة للاستخدام في البناء أو تجميل البنايات.
يعتبر السباكون وسباكة البناء وطرق العزل مدرجة في القائمة الإيجابية للعمال المهرة الأجانب من دول خارج الاتحاد الأوروبي.

## تقنية التوصيلات
يتم تجهيز الثقوب لإدخال المسامير باستخدام المثقاب، كماشة الثقب، كماشة الثقب الدوارة واللكمات.
يتم إجراء وصلات البرشام باستخدام أدوات التثبيت مثل وضع الرؤوس، وإعداد مكاوي، وكماشة التثبيت اليدوية، كماشة برشام عمياء أو مسدسات برشام عمياء أو كماشة برشام مقصية.
يمكن توصيل الصفائح المعدنية الرقيقة بكماشة التوصيل والتي تُستخدم على نطاق واسع في الحوائط الجافة، بدون أي أدوات تثبيت إضافية. يتم توصيل الصفائح السميكة قليلاً بضغط الانضمام. في كل حالة، يتم ثقب شريط من لوحين معدنيين متراكبين ومتشابكين مع بعضهما البعض بطريقة ملائمة الشكل.
تُستخدم كماشة مسطحة أو مدببة أو بزاوية لتثبيت قطع الصفائح المعدنية عند اللحام بالقصدير واللحام.
بالنسبة إلى اللحام (التلقائي) تستخدم مكاوي اللحام أو معدات اللحام اللينة (بالقصدير)، ولحام المعدن، ولحام التدفق، وعند الضرورة، تركب حصائر الحماية من الحرارة.
يمكن استخدام دباسة أو مطرقة لربط الصفائح المعدنية الرقيقة بالخشب والبلاستيك الصلب والمواد اللينة المماثلة.
يمكن أيضًا أن تكون توصل الصفائح بطريقة اللصق للوصلات ذات المساحة الكبيرة.